# Psilota flavidipennis
Psilota flavidipennis är en tvåvingeart som beskrevs av Macquart 1855. Psilota flavidipennis ingår i släktet sotblomflugor, och familjen blomflugor. Inga underarter finns listade i Catalogue of Life.